# Препарат выбора
Препарат выбора (калька с англ. drug of choice — предпочтительный препарат) — лекарственное средство, которое применяют в первую очередь при том или ином заболевании. Такой препарат выбирается на основе опыта применения по критериям достаточной эффективности при минимальных побочных эффектах. При неудаче терапии при помощи препарата выбора его заменяют на другой из того же ряда, либо на один из препаратов второго ряда — имеющих более высокую эффективность (либо другого спектра действия), но сравнительно бо́льшие побочные эффекты. В определённых случаях, например, при лечении туберкулёза, существуют и препараты третьего ряда.
Списки препаратов выбора для определённой категории заболеваний приводят в методических рекомендациях, которые составляют научно-исследовательские медицинские и фармацевтические институты, министерство здравоохранения, и другие авторитетные организации, такие как Всемирная организация здравоохранения.
Также термин используется в рекламных целях, при продвижении новых препаратов, которые ещё практически плохо исследованы, и в действительности вовсе не могут считаться наиболее эффективными.